# Wiatrak holenderski w Gostomi
Wiatrak holenderski w Gostomi – zabytkowy murowany wiatrak holenderski zlokalizowany w Gostomi na ziemi prudnickiej. Znajduje się przy drodze we wschodniej części wsi.

## Historia
Wiatrak powstał w drugiej połowie XVIII wieku. Z usług miejscowego młynarza korzystali rolnicy z Gostomi, Rostkowic, Wilkowa i Solca. Wiatrak był bielony co dwa lata. Od 1870 znajdował się w posiadaniu rodziny Simonidesów (później Tomalów). Pierwszym znanym właścicielem był Emanuel Simonides.

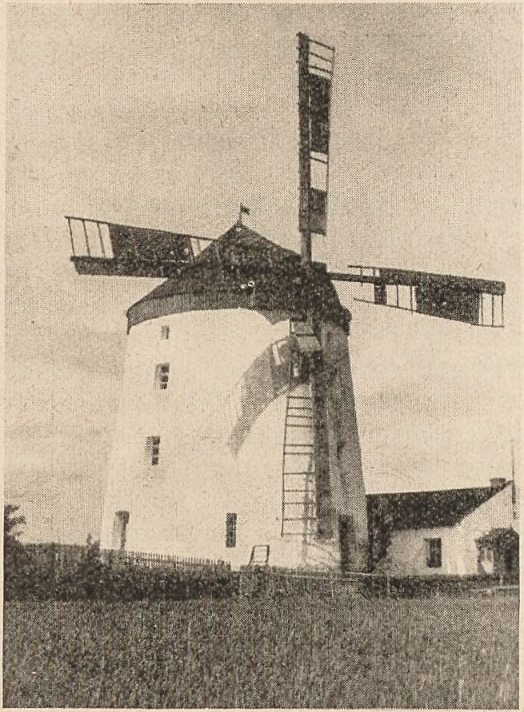
Wiatrak w latach 30. XX wieku

Podczas I wojny światowej jedno ze skrzydeł wiatraka zabiło żołnierza, który zdezerterował z wojska i udał się w swoje rodzinne strony. Przechodząc obok wiatraka nie zwrócił on uwagi na obracające się skrzydła. Konserwacją i naprawą urządzeń wiatraka zajmował się do 1945 Grutzner z Głogowa.
W 1950 Juliusz Simonides zamontował nową głowicę, zdemontowaną z wiatraka w Piechowicach. Wiatrak funkcjonował do połowy lat 50. XX wieku. W następnych latach prowadzono w nim śrutowanie, aż w końcu zaprzestano korzystania z obiektu. Część narzędzi znajdujących się w wiatraku przeniesiono do Muzeum Wsi Opolskiej w Opolu. W latach 70. XX wieku z inicjatywy konserwatora zabytków wymieniono gontowy dach na budynku. Użyto do tego niewłaściwych gwoździ, które z czasem przerdzewiały i przestały trzymać. Skrzydła wiatraka zostały zdemontowane w latach 90. XX wieku.
W 2003 pod wiatrakiem zorganizowano plener poetycko-malarski. Rodzina Tomalów nie zgodziła się na odsprzedanie obiektu wiatraka gminie Biała, która zamierzała zabezpieczyć budowlę przed niszczeniem.

## Architektura

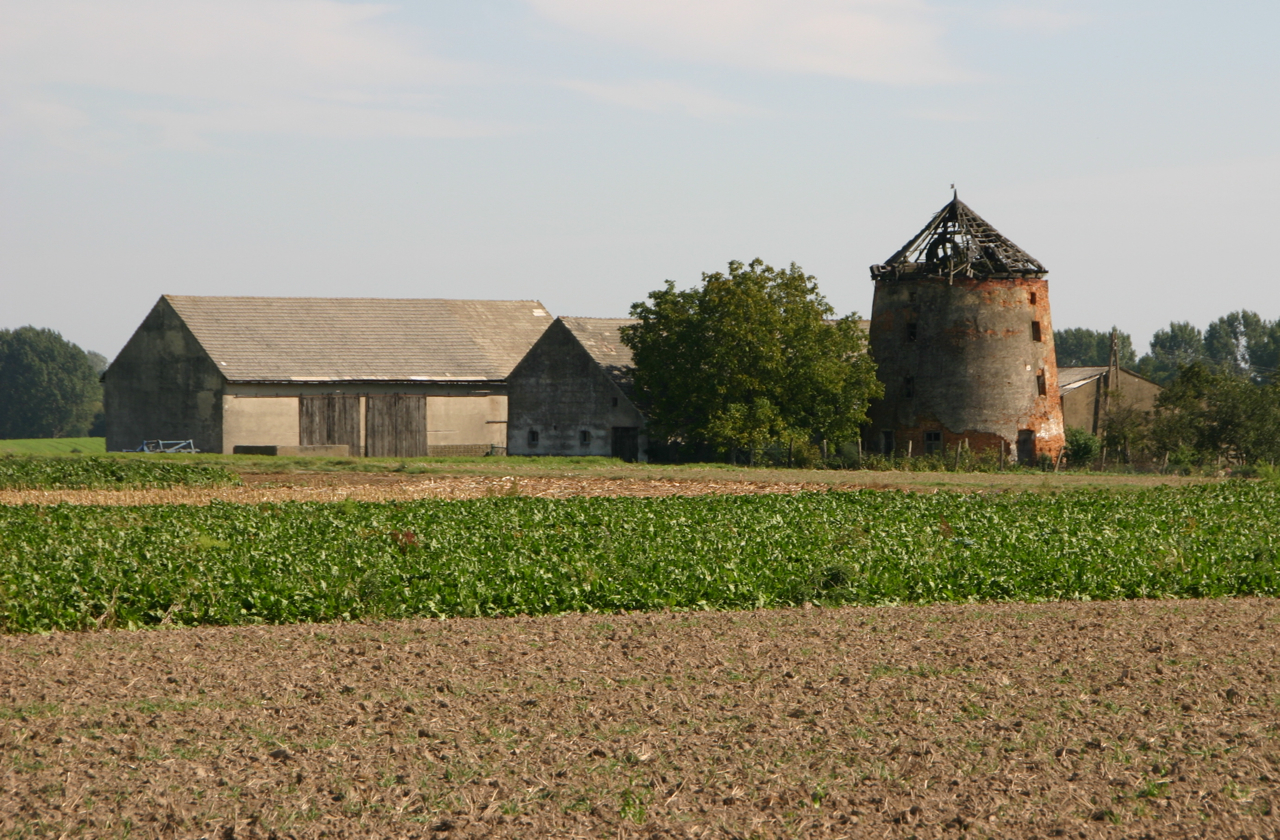
Zabudowania gospodarcze wraz z wiatrakiem

Wiatrak sąsiaduje z zabudowaniami gospodarczymi. Obiekt został wzniesiony z cegły na planie okręgu. Wewnątrz jest w całości drewniany. Ma cztery kondygnacje. Ściany pochyłe, z drewnianą głowicą, w przeszłości nakrytą dachem namiotowym, gontowym.
Skrzydła wiatraka były obrotowe i mogły być ustawiane w zależności od kierunku wiatru. W przyziemiu budynku umieszczono część mieszkalną, na wyższych kondygnacjach urządzenia młyńskie.

## Upamiętnienie
Wiatrak został uwieczniony na obrazie F. Wendego. W wydanym w 2005 tomiku Nie gasić gwiazd autorstwa Edmunda Borzemskiego znalazł się wiersz „Wiatrak w Gostomii”.